# 마리에함 공항

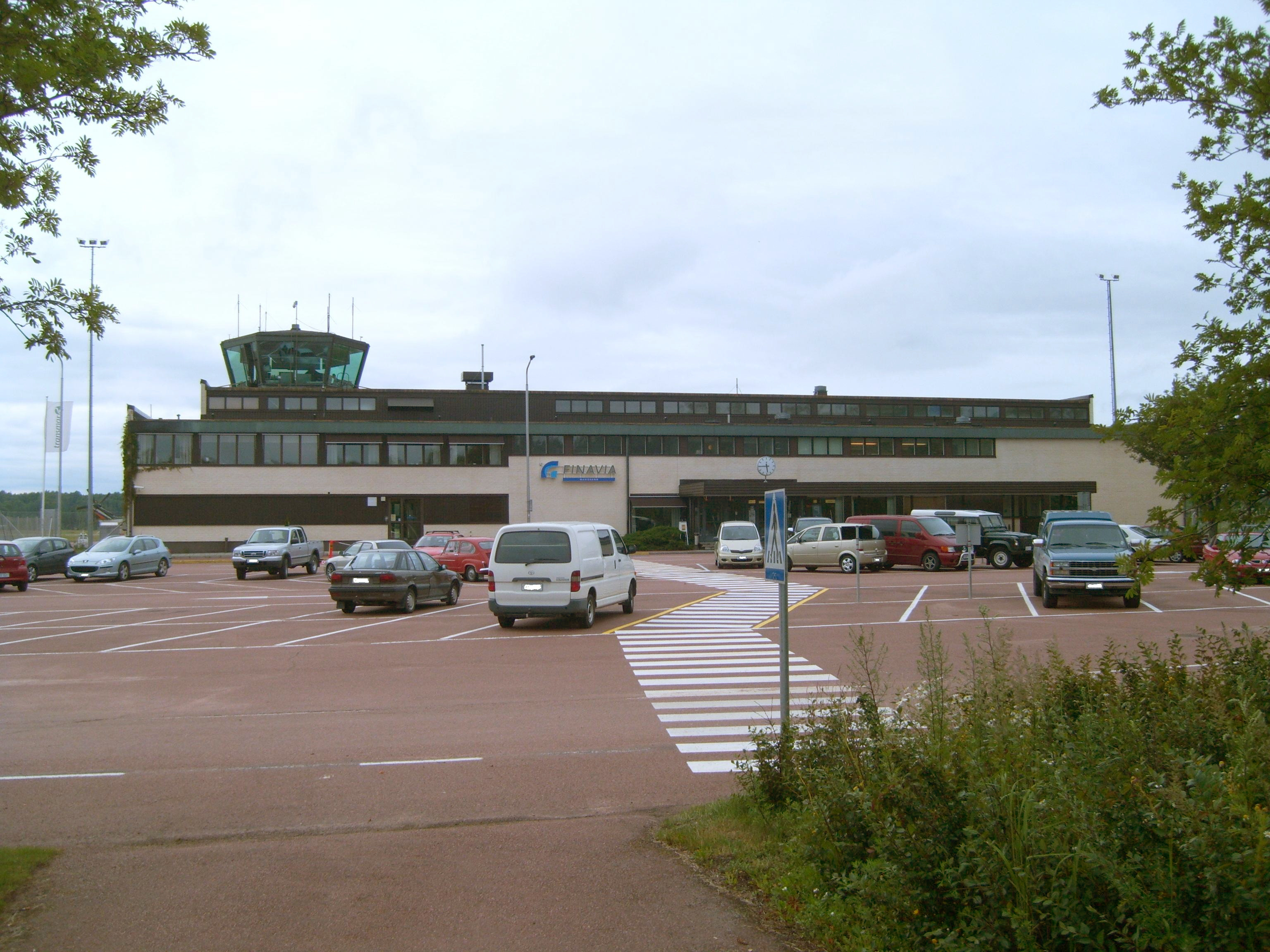

마리에함 공항(Mariehamn Airport, IATA: MHQ, ICAO: EFMA)은 핀란드의 영토 올란드 제도에 위치한 공항이다. 마리에함 타운 중심부에서 북서쪽으로 약 3킬로미터 지점에 위치해 있다. 2017년에 61,568명의 승객이 이용했다.
이 공항에 있는 면세점은 부가가치세 등의 세금 없이 주류 등의 상품을 구매할 수 있다.